# Маркова Сушица
Вижте пояснителната страница за други значения на Сушица.
Сушица или Маркова Сушица (на македонска литературна норма: Маркова Сушица) е село в община Студеничани на Северна Македония.

## География
Селото е разположено на Маркова река в областта Торбешия. Край селото е разположен Марковият манастир и крепостта Марково кале.

## История
В XIX век Сушица е село в Скопска каза на Османската империя. Според статистиката на Васил Кънчов от 1900 година Сушица е населявано от 95 жители българи християни.
В началото на XX век цялото население на селото е под върховенството на Българската екзархия. По данни на секретаря на екзархията Димитър Мишев в 1905 година в Сушица има 64 българи екзархисти.
След Междусъюзническата война в 1913 година селото попада в Сърбия.
На етническата си карта от 1927 година Леонард Шулце Йена показва Сушица (Sušica) като село с неясен етнически състав.
На етническата си карта на Северозападна Македония в 1929 година Афанасий Селишчев отбелязва Сушица като българско село.
Според преброяването от 2002 година селото има 53 жители.
| Националност     | Всичко |
| северномакедонци | 50     |
| албанци          | 0      |
| турци            | 0      |
| роми             | 0      |
| власи            | 0      |
| сърби            | 2      |
| бошняци          | 0      |
| други            | 1      |

## Галерия
- Църквата „Свети Никола Николимуки“
- Фреска от църквата „Свети Никола Николимуки“
- Тониева чешма
- Маркова река край Марковия манастир